# Tetrix curvimarginus
Tetrix curvimarginus är en insektsart som beskrevs av Zheng, Z. och Deng 2005. Tetrix curvimarginus ingår i släktet Tetrix och familjen torngräshoppor. Inga underarter finns listade i Catalogue of Life.